# Constans Lundquist
Oscar Constans Görgodt Lundquist, född 10 mars 1891 i Lycksele, Västerbottens län, död 26 april 1950 i Sydney, var en svensk diplomat.

## Biografi
Lundquist var son till provinsialläkare Per Lundquist och Alma Malmberg. Han diplomerades från Handelshögskolan i Stockholm 1913, tog kansliexamen 1915 och studerade vid universitet i Marburg a/L 1915-1916. Lundquist blev attaché vid Utrikesdepartementet (UD) 1917, tjänstgjorde i Köpenhamn 1917, Moskva 1917–1918 och Hamburg 1918–1920. Han var tillförordnad vicekonsul i London 1920, New York 1921, Rotterdam 1923 och tjänstgjorde vid UD samma år. Lundquist tjänstgjorde i London 1926, var tillförordnat legationsråd i London 1927, tillförordnad byråchef vid UD samma år och chef för 2:a byrån vid rättsavdelningen vid UD 1928. Han hade särskilt uppdrag i USA 1929 och var konsul i Chicago 1930. År 1933 var han svensk kommissarie vid världsutställningen i Chicago. Lundquist var generalkonsul i Montréal 1936 och i Calcutta 1940.
Han var därefter generalkonsul i London 1944, i Sydney 1945 och utnämndes till envoyé i Sydney 1947 när den svenska legationen i Australien bildades. Lundquist avled i sitt ämbete som envoyé i en plötsligt hjärtattack den 26 april 1950. Fyra tusen personer rapporterades ha kantat gatorna efter hans statsbegravning i St James' Church i Sydney.

## Utmärkelser
Lundquists utmärkelser:
- Kommendör av 1. klass av Nordstjärneorden (KNO1kl)
- Kommendör av 1. klass av Finlands Lejons orden (KFinlLO1kl)
- Kommendör av Spanska civilförtjänstorden (KSpCfO2kl)
- Storofficer av Ungerska republikens Förtjänstorden (StOffUngRFO)